# Серкел Д-КС Естејтс (Тексас)
Серкел Д-КС Естејтс (енгл. Circle D-KC Estates) насељено је место без административног статуса у америчкој савезној држави Тексас.

## Демографија
По попису из 2010. године број становника је 2.393, што је 383 (19,1%) становника више него 2000. године.
| Група             | 2000.         | 2010.         |
| Белци             | 1.761 (87,6%) | 1.882 (78,6%) |
| Афроамериканци    | 19 (0,9%)     | 38 (1,6%)     |
| Азијати           | 6 (0,3%)      | 2 (0,1%)      |
| Хиспаноамериканци | 196 (9,8%)    | 421 (17,6%)   |
| Укупно            | 2.010         | 2.393         |